# Brian Roberts (historiador)
Brian Roberts (n. Londres, 1930) es un escritor británico autor de numerosos trabajos históricos y biográficos relacionados con personalidades, lugares y temas que forman parte de la historia de Sudáfrica. Estudió en el St Mary's College en Twickenham y en la Universidad de Londres, donde se tituló como sociólogo y maestro. Fue como maestro que llegó a Sudáfrica en 1959. Roberts, al igual que su colega Theo Aronson, se desencantó del régimen político de Sudáfrica en la década de 1970 y se trasladó a Inglaterra en 1979.

## Obra
- Ladies on the veld (1965)
- Cecil Rhodes and the Princess (1969)
- Churchills in Africa (1970)
- The Diamond Magnates (1972)
- The Zulu Kings (1974)
- Kimberley, turbulent city (1976)
- Randolph, a study of Churchill's son (1984)
- Cecil Rhodes, flawed Colossus (1988)